# Perla

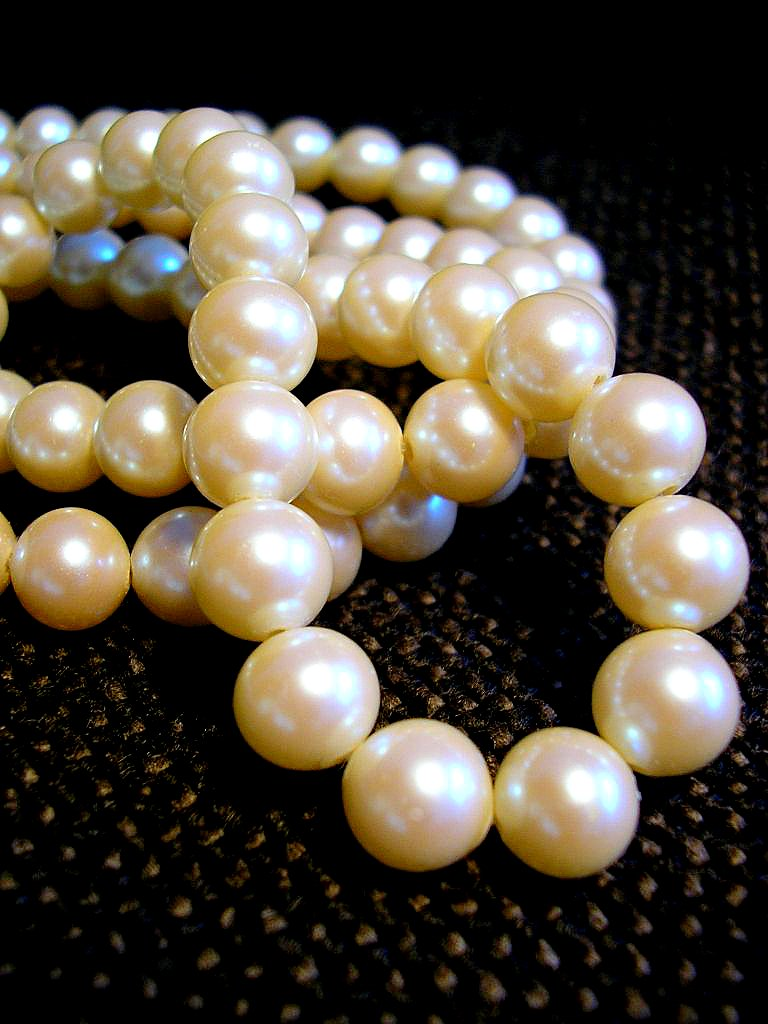
Náhrdelník z bíle zbarvených perel

Perla je malý lesklý kulovitý předmět vzniklý uvnitř perlotvorky, mořské ústřice nebo perlorodky. Stejně jako perlorodky jsou i perly tvořeny vrstvami uhličitanu vápenatého. Ideální perly jsou dokonale kulaté a hladké, většina přírodních perel však vzniká v různých nepravidelných tvarech a barvách (barokní perly). Perly jsou ceněné především ve šperkařství.

## Mořské perly

### Přírodní perly
Přírodní perly vznikají, pokud do schránky mlže vnikne cizí tělísko – např. zrnko písku. To vyvolá obrannou reakci, která začne vylučovat perleťovou hmotu usazující se na cizím tělese. V jedné schránce může růst současně pouze jedna perla. Přírodní perly jsou velmi vzácné a více či méně žádané v závislosti na množství, kvalitě a tvaru perleťové hmoty.

### Perly z chovů
Většina v současnosti prodávaných perel pochází z chovů. Tyto perly vznikají podobně jako perly přírodní s tím rozdílem, že cizí tělísko je do schránky zavedeno úmyslně. Doba růstu perly se pohybuje od jednoho roku do několika let. K hlavním oblastem chovu perel patří Čína, Japonsko, Tahiti a Vietnam.

### Druhy perel
Lze rozlišit několik základních druhů perel:
- Perly Akoya pocházejí z Číny, Vietnamu či Japonska. Mívají velikost 5 až 9 mm a jejich barva může mít rozličné zbarvení: krémové, růžové, stříbřité nebo zelené. V teplejších vodách při pobřeží Číny mohou perly růst až dvakrát rychleji než v chladnějších japonských vodách.
- Tahitské perly jsou produkovány zvláštním druhem ústřic s černými okraji vyskytujícím se v oblasti Francouzské Polynésie. Tyto perly jsou vzácné i proto, že těchto ústřic v chovech přežívá jen malá část. Jednotlivé perly se od sebe navzájem značně odlišují, takže např. pro sestavení náhrdelníku je jich potřeba roztřídit stovky.
- Perly z jižního Pacifiku se pěstují v Austrálii, Barmě, Indonésii a dalších sousedních zemích. Obvykle měří 1 až 2 cm v průměru, a proto se prodávají za vysoké ceny. Jejich zbarvení bývá bílé, žluté, žlutooranžové nebo modravé; navíc mohou mít růžový, zelený nebo modrý nádech.
- Perly Mabe mají tvar polokoule, což je způsobeno tím, že vznikají usazené uvnitř ústřic na stěnách jejich schránek. Pěstují se v Číně, Japonsku a USA a kvůli svému tvaru se používají především pro výrobu prstenů a náušnic, k nimž jsou upevňovány plochou stranou.

## Sladkovodní perly
Sladkovodní perly jsou produkovány mj. perlorodkou říční. V chovu se používají cizí tělíska menší než v mořských farmách. Sladkovodní perly jsou levnější než mořské, mj. proto, že v jedné perlorodce může růst až 20 perel současně. V roce 1923 byly u Horažďovic z řeky Otavy vyloveny nižší stovky různě cenných perel.